# Flavio Calzavara
Flavio Calzavara (Istrana, 21 febbraio 1900 – Treviso, 10 marzo 1981) è stato uno sceneggiatore e regista italiano.

## Biografia
Nato in provincia di Treviso, dopo la laurea in scienze del diritto, fu attratto dal mondo dello spettacolo e diresse alcuni lavori teatrali, per poi trasferirsi in Argentina nel 1927, dove proseguì la sua attività di sceneggiatore e regista teatrale.
Tornò in Italia nel 1933, stabilendosi a Roma, e si avvicinò al mondo del cinema in un periodo di grande attività delle case di produzione, diventando prima assistente alla regia di Alessandro Blasetti e poi di Romolo Marcellini, per poi occuparsi in prima persona di sceneggiature e regia.
Esordì come regista con il film Piccoli naufraghi (1939), storia di 13 ragazzi che naufragano su di un'isola deserta e riescono a sventare un traffico illegale di armi contro l'Italia. La pellicola, alla sua uscita, ebbe un buon successo di critica, tra cui la recensione sulla rivista Cinema da parte di Michelangelo Antonioni.
Diresse in quattro film  Doris Duranti, l'attrice di punta del regime. Una delle opere più riuscite di questo sodalizio artistico fu la pellicola Carmela (1942), raffinato esempio di cinema calligrafico. Il film è celebre per la sequenza in cui la Duranti si strappa la camicetta, mostrando il seno. Si tratta del secondo seno nudo della storia del cinema italiano, preceduto di qualche mese da quello di Clara Calamai nel blasettiano La cena delle beffe (1941).
Importante fu inoltre la sua collaborazione con il pittore e scenografo Italo Cremona, che lavorò con lui in otto film. Nel 1944, dopo aver aderito alla Repubblica Sociale di Salò, girò a Venezia il film Peccatori (1945), poi si trasferì in Spagna dove realizzò l'opera  El curioso impertinente (1948), che uscirà due anni dopo. Dal 1950 torna in Italia e dirige Marcello Mastroianni  nel suo primo ruolo di un certo spessore in Contro la legge un singolare film noir basato su un soggetto elaborato da Pietro Germi. Negli anni successivi dirige una serie di pellicole popolari alcune delle quali interpretate da noti cantanti nazionali come: Luciano Tajoli e Claudio Villa. 
Si ritirò dal cinema nel 1958 e trascorse gli ultimi anni della sua vita a Treviso. Negli anni settanta pubblicò il libro per ragazzi  Due leggende della Laguna, edito da Giunti-Marzocco.  Morì nel 1981.

## Filmografia

### Regista e sceneggiatore
- Piccoli naufraghi (1939)
- Il ladro sono io! (1940)
- Don Buonaparte (1941)
- La contessa Castiglione (1942)
- Dagli Appennini alle Ande (1943)
- Calafuria (1943)
- Resurrezione (1944)
- Peccatori (1945)
- Contro la legge (1950)
- Sigillo rosso (1950)
- La pattuglia dell'Amba Alagi (1953)
- Dieci canzoni d'amore da salvare (1953)
- Rigoletto e la sua tragedia (1956)
- Canzone proibita (1956)
- Occhi senza luce (1956)

### Regista
- Il signore a doppio petto (1941)
- Confessione (1941)
- I due derelitti (1951)
- El curioso impertinente (1953)
- Napoli piange e ride (1954)

### Regista, sceneggiatore e attore
- Carmela (1942)

### Cortometraggi
- Il bidello dei mari (1940)
- Il teatro delle meraviglie (1940)